# Xã đặc quyền Portage, Michigan
Xã Portage (tiếng Anh: Portage Township) là một xã thuộc quận Houghton, tiểu bang Michigan, Hoa Kỳ. Năm 2010, dân số của xã này là 3.221 người.